# Horand Schacht
Horand Horsa Harald Richard Schacht, Pseudonym Niß Volker (* 28. Februar 1908 in Altona; † 16. Februar 1972 in Erlangen) war ein deutscher Geschichtspädagoge und Hochschullehrer an der Hochschule für Lehrerbildung Saarbrücken sowie Propagandaleiter in der Reichsleitung der NSDAP.

## Leben
Horands Vater Titus C. Schacht war Gewerbelehrer in Altona und später Berufsschuldirektor (Gewerbliche Schule I, Michaelisstr. 39) in Erfurt, wo der Sohn auch zum humanistischen Gymnasium ging. Ab 1926 studierte er Geschichte und Geographie bis zum Staatsexamen im Lehramt  1930 an der Universität Halle an der Saale, wo er 1929 auch zum Dr. phil. promovierte. Das Referendariat legte er bis 1932 u. a. an der Oberrealschule der Franckeschen Stiftungen ab, wo er 1933 eine Stelle erhielt. Bereits 1934 wurde er als Dozent an die Hochschule für Lehrerbildung Dortmund berufen, 1938 nach Saarbrücken unter dem Leiter Ernst Osterloh, zuständig für Geschichte, Grenztumskampf und nationalpolitische Erziehung. Mit ihm lehrte dort Geschichte Prof. Arno Koselleck. Die HfL wurde im November 1939 stillgelegt. Mit dem Zweiten Weltkrieg wurde Schacht eingezogen und 1940 zum Leutnant befördert. Doch ab Ende 1940 arbeitete er in der Reichsleitung der NSDAP in München als Amtsleiter der Schulungsabteilung und Schriftleiter der NS-Progagandajournale Der Schulungsbrief und Der Hoheitsträger. Kurzzeitig war er 1943 auch Kulturreferent in Kopenhagen beim Reichsbevollmächtigten Dänemark Werner Best. 
Bereits mit 21 Jahren trat Schacht dem Kampfbund für deutsche Kultur bei, 1930 der NSDAP (1931 Aus- und 1933 Wiedereintritt), der SA. Im Volksbund für das Deutschtum im Ausland leitete er die Ortsgruppe Halle, kurzzeitig 1933/34 dort das Grenz- und Auslandsdeutsche Institut des VDA. Er war Gausachbearbeiter für Geschichte im NS-Lehrerbund und Gaudozentenbundführer des NS-Dozentenbunds im Gau Westfalen-Süd.
Nach drei Jahren in US-Kriegsgefangenschaft in den Lagern Ludwigsburg und Regensburg wurde er 1951 wieder Lehrer. In Schleswig wurde er als Oberstudienrat stellvertretender Schulleiter der Domschule bis 1961, in Erlangen noch zum Studiendirektor befördert.

## Schriften
- Die mazedonische Frage um die Jahrhundertwende zum Mürzsteger Programm, 1929 (= Dissertation 1929), Niemeyer 1930
- Brennende deutsche Bevölkerungsfragen, Eher, München 1932
- Du mußt volksdeutsch sein!, Crüwell, Dortmund 1935
- Lage und Aufgaben des deutschen Volkstumskampfes, Osterwieck 1937
- Volk und Geschichte. Zugl. ein Beitrag z. nat.-soz. Erziehung, Dortmund: Crüwell; München: Dt. Volksverl. 1938
- Das Judentum im „bolschewistischen Vorfeld“, Crüwell, Dortmund 1938
- Der unverbesserliche Jude Kohn: eine Geschichte für Gross und Klein, mit Zeichnungen von Rainer Fluhme; Hrsg.: Reichsorganisationsleiter/Hauptschulungsamt, 1942[4]
- Als Erzieher in einer veränderten Zeit, Schülerzeitung der Domschule Schleswig Wir, 1958

## Einzelbelege
1. ↑  Nach Adressbuch von Altona 1908.
2. ↑  Alexander Hesse: Die Professoren und Dozenten der preussischen Pädagogischen Akademien (1926-1933) und Hochschulen für Lehrerbildung (1933-1941). Deutscher Studien Verlag, 1995, ISBN 978-3-89271-588-7 (google.de [abgerufen am 20. April 2022]).
3. ↑  Inhaltsverzeichnis | Das Virtuelle Klassentreffen. Abgerufen am 20. April 2022.
4. ↑  Norbert Hopster, Petra Josting, Joachim Neuhaus: Kinder- und Jugendliteratur 1933–1945: Ein Handbuch. Band 2: Darstellender Teil. Springer-Verlag, 2016, ISBN 978-3-476-05579-8 (google.de [abgerufen am 20. April 2022]).
5. ↑  Hans-Christian Harten, Uwe Neirich, Matthias Schwerendt: Rassenhygiene als Erziehungsideologie des Dritten Reichs: Bio-bibliographisches Handbuch. Oldenbourg Verlag, 2009, ISBN 978-3-05-004841-3 (google.de [abgerufen am 20. April 2022]).

| Personendaten    | Personendaten                                                 |
| ---------------- | ------------------------------------------------------------- |
| NAME             | Schacht, Horand                                               |
| ALTERNATIVNAMEN  | Schacht, Horand Horsa; Schacht, H.H.; Niß, Volker (Pseudonym) |
| KURZBESCHREIBUNG | deutscher Historiker und NS-Funktionär                        |
| GEBURTSDATUM     | 28. Februar 1908                                              |
| GEBURTSORT       | Altona                                                        |
| STERBEDATUM      | 16. Februar 1972                                              |
| STERBEORT        | Erlangen                                                      |